# Samsung Galaxy Note 7
Il Samsung Galaxy Note 7 è uno smartphone di fascia alta prodotto da Samsung, presentato a New York il 2 agosto 2016 durante il Samsung Galaxy Unpacked 2016. È il sesto dispositivo top di gamma della serie Samsung Galaxy Note ed è successore del Galaxy Note 5. Dispone di una memoria interna da 64 GB espandibile attraverso microSD ed è disponibile nelle colorazioni Black Onyx, Silver Titanium, Platinum Gold e Blue Coral.
Contrariamente al suo predecessore, avrebbe dovuto essere commercializzato dalle prime settimane anche in Europa, tra cui anche in Italia.
Il 10 ottobre 2016, Samsung ha sospeso la commercializzazione e la sostituzione invitando i clienti a spegnere il dispositivo e a non usarlo più perché a rischio esplosione, garantendo, in caso di restituzione, il rimborso completo dell'importo pagato o la sostituzione con il modello Galaxy S7 o S7 Edge.

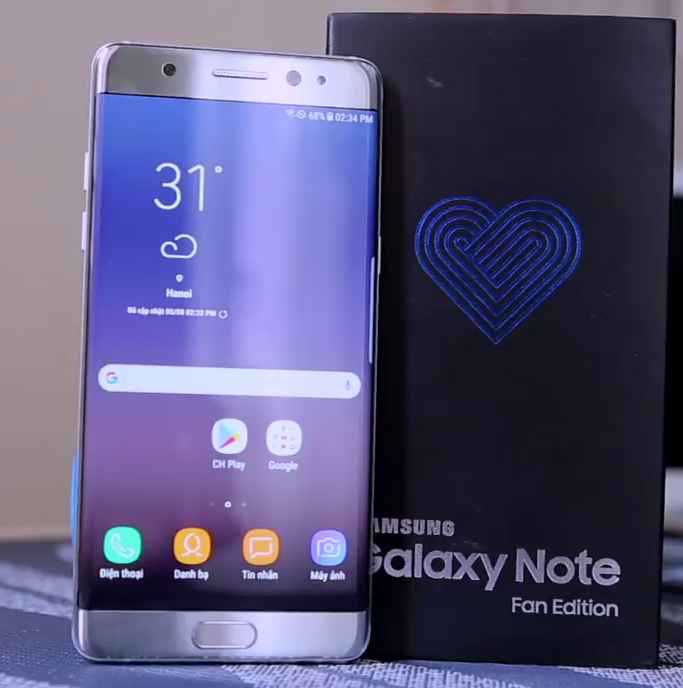
Samsung Galaxy Note FE

Il 2 luglio 2017 Samsung ha ufficialmente annunciato la versione riveduta e corretta del Galaxy Note 7, ribattezzata Galaxy Note FE (Fan Edition). Questo modello "ricondizionato" del Note 7 presenta lo stesso hardware del Note 7 "originale", eccezion fatta per la batteria.
Il 20 luglio 2017 Samsung ha annunciato la conferenza, che è stata svolta a New York in data 23 agosto 2017, dove è stato presentato il successore della serie: Galaxy Note 8.

## Specifiche tecniche

### Hardware
Il Samsung Galaxy Note 7 è dotato di un display Super AMOLED da 5,7 pollici con risoluzione Quad HD da 2560 × 1440 pixel. La scocca è costituita da vetro e alluminio, dove quest'ultimo, costituisce la cornice laterale che avvolge i due vetri curvi Corning Gorilla Glass 5.
Note 7 riprende lo stile della serie S per estetica, materiali e caratteristiche tecniche. Condivide con il Galaxy S7 la certificazione IP68, che lo rende impermeabile fino a 1,5 metri di profondità per un massimo di trenta minuti e resistente alle infiltrazioni di polvere.
Il SoC è l'Exynos 8890 Octa core (2.3 GHz Quad + 1.6 GHz Quad) a 64 bit, sono presenti 4 GB di RAM, 64 GB di memoria interna espandibile tramite microSD e una batteria da 3500 mAh con ricarica wireless.

### Software
Il Galaxy Note 7 era dotato della versione Android 6.0.1 Marshmallow con interfaccia TouchWiz Grace UX. Non ha ricevuto alcun tipo di aggiornamento importante poiché il supporto è stato interrotto in concomitanza con la rimozione definitiva del dispositivo dal mercato.

### Fotocamera
Galaxy Note 7 possiede una fotocamera posteriore “Dual Pixel” da 12 MP con OIS dotato di apertura focale di f/1.7, auto HDR e fast AF, che può catturare foto ad una risoluzione di 4290 × 2800 pixel. I video hanno una risoluzione in 4K a 30 fps. Il dispositivo è inoltre dotato di una fotocamera anteriore da 5 MP f/1.7, in grado di registrare video a 1080p.

### Altro
Con questo modello è stato introdotto un sensore per consentire il riconoscimento dell’iride per lo sblocco del dispositivo ed altre funzioni di sicurezza. Il pennino S Pen in dotazione riconosce fino a 4096 punti di pressione differenti e ha una latenza di 50 ms. Anche quest'ultimo è certificato IP68.

## Problemi alla batteria
Il Samsung Galaxy Note 7, nella prima fase di lancio, ha riscontrato seri problemi alla batteria, poiché questa era soggetta a esplosioni durante la ricarica o in situazioni di gran carico del processore. Sono stati riportati 35 casi su due milioni in tutto il mondo. Samsung ha prontamente ritirato dai negozi tutti i telefoni in questione e ha invitato i proprietari a restituirli per la sostituzione. Era possibile riconoscere i Galaxy Note 7 immuni dal difetto descritto dal bollino raffigurante la lettera "S" nella parte inferiore della confezione. Successivamente si sono verificati casi di dispositivi sostitutivi che erano comunque difettosi, in seguito a questo Samsung ha prima sospeso la produzione dello smartphone e dopo i dovuti accertamenti la produzione è definitivamente terminata. Il 19 settembre 2016 è stato effettuato un richiamo mondiale di 2,5 milioni di dispositivi, con una perdita economica stimata intorno ai 10 miliardi di dollari.
In Italia il dispositivo non è mai stato commercializzato; tuttavia, i duemila esemplari in possesso alla clientela consegnati attraverso preordine sono stati quasi tutti ritirati.
Le esplosioni del Note 7 hanno suscitato una sorta di psicosi in tutto il mondo tali da diventare un fenomeno di Internet. Verso la fine di ottobre 2016 sono comparsi alcuni video su YouTube del videogioco Grand Theft Auto V nei quali, attraverso una modifica del videogioco stesso, il Note 7 viene utilizzato come bomba a mano. In seguito, Samsung ha sollecitato la rimozione di questi video in quanto ritenuti violazione di copyright e danno d'immagine. Sempre a ottobre 2016, il dispositivo è stato inoltre bandito da numerose compagnie aeree mondiali per motivi di sicurezza, a seguito di alcuni principi di esplosione del Note 7 in alcuni aerei di linea.
Il 23 gennaio 2017 Samsung ha diffuso un'indagine interna in merito ai malfunzionamenti effettuata su 200 000 Note 7 e 30 000 batterie, confermando i problemi alla batteria che causavano le esplosioni.
Problemi derivati dalla produzione delle stesse, derivate dalla linea di produzione della Samsung SDI, dove nel primo lotto di produzione avevano dimensioni errate, mentre nel secondo lotto presentavano una saldatura difettosa che cortocircuitava la batteria.